# Al-Muʾminūn
Al-Muʾminūn (arabisch المؤمنون, DMG al-Muʾminūn ‚Die Gläubigen‘) ist die 23. Sure des Korans, sie enthält 118 Verse. Ihr Titel bezieht sich auf den ersten Vers. Westliche Islamwissenschaftler und muslimische Kommentatoren stimmen darin überein, dass sie der zweiten mekkanischen Periode (615–620) zuzurechnen ist, in der die Zeichen Gottes in der Schöpfung sowie sein Eingreifen in die menschliche Geschichte in Form von Strafgerichten zur Sprache kommen.

## Inhalt
Die ersten Verse der Sure enthalten eine frohe Botschaft an die Gläubigen, denen in Vers 11 das Paradies versprochen wird. Die Verse 12 bis 22 beschreiben Gott als Schöpfer und Versorger des Menschen, worauf in Vers 23–53 einige Gestalten der Prophetengeschichte erwähnt werden: Noach und die Propheten nach Noach, worunter Hūd aus dem Volk der ʿĀd oder Salih aus dem Volk der Thamud verstanden werden, Mose und Jesus. Der nächste Abschnitt (Vers 54 bis 98) behandelt die Sendung Mohammeds, den Widerstand der Wohlhabenden und die Argumente für den Monotheismus. Die Sure schließt mit Aussagen über das Jüngste Gericht und die Vergeltung. In diesem abschließenden Teil werden in Vers 102 und 103 die Waagschalen (arabisch الموازين al-Mawāzīn) erwähnt, auf denen sich unmittelbar vor der Auferstehung das Schicksal der Menschen entscheidet. Al-Mawazin ist auch der Name der Arkade, die den achtseitigen Treppenaufgang zum Felsendom in Jerusalem abschließt, was dem Tempelberg (al-haram asch-scharīf / الحرم الشريف / ‚das edle Heiligtum‘) in der islamischen Welt eine besondere Bedeutung verleiht.

„Denen, die dann schwere Waagschalen haben, wird es wohl ergehen. Diejenigen aber, die leichte Waagschalen haben, sind dann ihrer selbst verlustig gegangen.“